# Maceda (geslacht)
Maceda is een geslacht van vlinders van de familie visstaartjes (Nolidae), uit de onderfamilie Chloephorinae.

## Soorten
- M. axutha Prout, 1926
- M. ignefumosa Warren, 1912
- M. ignepicta Hampson, 1914
- M. mansueta Walker, 1858
- M. rotundimacula Warren, 1912
- M. rufibasis Warren, 1912
- M. savura Robinson, 1968